# Lucky Luke kalandjai
A Lucky Luke kalandjai (eredeti címén Lucky Luke) francia–amerikai televíziós rajzfilmsorozat, amelyet a francia Gaumont és az amerikai Hanna-Barbera készített 1983-ban. Franciaországban az France 3 adta. Magyarországon a TV2 sugározta.

## Szereplők
| Szereplő                 | Eredeti hang                                                | Magyar hang                                                  |
| ------------------------ | ----------------------------------------------------------- | ------------------------------------------------------------ |
| Narrátor                 | Jacques Thébault                                            | Rékasi Károly                                                |
| Lucky Luke (cowboy)      | Jacques Thébault                                            | Rékasi Károly                                                |
| Jolly Jumper (ló)        | Roger Carel                                                 | Kerekes József                                               |
| Rantanplan (kutya)       | Bernard Haller Roger Carel                                  | Seder Gábor                                                  |
| Dalton fivérek (bűnözők) | Pierre Trabaud Gerard Hernandez Jacques Balutin Peter Storm | Bartucz Attila Crespo Rodrigo Gyurity István Markovics Tamás |
| felolvasó                | felolvasó                                                   | Tóth G. Zoltán                                               |

- További szereplők: Balázsi Gyula, Bácskai János, Beratin Gábor, Bicskey Lukács, Bognár Tamás, Bodrogi Attila, Bolla Róbert, Bókai Mária, Cs. Németh Lajos, Csabai János, Csere Ágnes, Csőre Gábor, Csuha Lajos, Dobránszky Zoltán, F. Nagy Zoltán, Fabó Györgyi, Faragó András, Fazekas István, Garai Róbert, Gruber Hugó, Hegedűs Miklós, Holló Orsolya, Honti Molnár Gábor, Horkai János, Imre István, Kapácsy Miklós, Kardos Gábor, Katona Zoltán, Kiss Erika (Dalton mama), Koncz István, Koroknay Géza, Kossuth Gábor, Kránitz Lajos, Laklóth Aladár, Makay Sándor, Minárovits Péter, Morassi László, Moser Károly, Némedi Mari, Németh Gábor, Oláh Orsolya, Pálfai Péter, Pethes Csaba, Pipó László, Rosta Sándor, Rudas István, Seszták Szabolcs, Simon Eszter, Sótonyi Gábor, Sörös Miklós, Sz. Nagy Ildikó, Szalay Imre, Szatmári Attila, Szokolay Ottó, Uri István, Varga Tamás, Vári Attila, Versényi László, Végh Ferenc, Vizy György, Wohlmuth István, Zsolnai Júlia

## Epizódok
|     |                          |                             |  |  |  |
| 1.  | Dalton mama              | Ma Dalton                   |  |  |  |
|     |                          |                             |  |  |  |
| 2.  | Hóviharban               | Les Dalton dans le blizzard |  |  |  |
|     |                          |                             |  |  |  |
| 3.  | Daltonék jóútra térnek   | Les Dalton se rachètent     |  |  |  |
|     |                          |                             |  |  |  |
| 4.  | A különös postakocsi     | La Diligence                |  |  |  |
|     |                          |                             |  |  |  |
| 5.  | Az örökség               | Le Pied-tendre              |  |  |  |
|     |                          |                             |  |  |  |
| 6.  | Fönn a Mississippin      | En remontant le Mississippi |  |  |  |
|     |                          |                             |  |  |  |
| 7.  | Piszkos Jane             | Calamité Jane               |  |  |  |
|     |                          |                             |  |  |  |
| 8.  | A törvényen kívüli       | Hors-la-loi                 |  |  |  |
|     |                          |                             |  |  |  |
| 9.  | A préri útjain           | Des rails sur la prairie    |  |  |  |
|     |                          |                             |  |  |  |
| 10. | A félelmetes Phil Defer  | Phil Defer                  |  |  |  |
|     |                          |                             |  |  |  |
| 11. | A csodálatos elixír      | L'Élixir du Docteur Doxey   |  |  |  |
|     |                          |                             |  |  |  |
| 12. | Az orosz Nagyherceg      | Le Grand duc                |  |  |  |
|     |                          |                             |  |  |  |
| 13. | Billy, a kölyök          | Billy the Kid               |  |  |  |
|     |                          |                             |  |  |  |
| 14. | A fúrótornyok árnyékában | À l'ombre des derricks      |  |  |  |
|     |                          |                             |  |  |  |
| 15. | A Dalton fivérek kincse  | Le Magot des Dalton         |  |  |  |
|     |                          |                             |  |  |  |
| 16. | A fehér lovag            | Le Cavalier blanc           |  |  |  |
|     |                          |                             |  |  |  |
| 17. | Daltonék nyomában        | Sur la piste des Dalton     |  |  |  |
|     |                          |                             |  |  |  |
| 18. | Díszkíséret              | L'Escorte                   |  |  |  |
|     |                          |                             |  |  |  |
| 19. | A távíró                 | Les Rivaux de Painful Gulch |  |  |  |
|     |                          |                             |  |  |  |
| 20. | Préri háború             | Le Fil qui chante           |  |  |  |
|     |                          |                             |  |  |  |
| 21. | Családi viszály          | Jessie James                |  |  |  |
|     |                          |                             |  |  |  |
| 22. | Jessie James             | Des barbelés sur la prairie |  |  |  |
|     |                          |                             |  |  |  |
| 23. | A fekete hegység         | Les Collines noires         |  |  |  |
|     |                          |                             |  |  |  |
| 24. | Dalton City              | Dalton City                 |  |  |  |
|     |                          |                             |  |  |  |
| 25. | A karaván                | La Caravane                 |  |  |  |
|     |                          |                             |  |  |  |
| 26. | Oklahoma visszafoglalása | Ruée sur l'Oklahoma         |  |  |  |